# Olympische Sommerspiele 2012/Wasserspringen – Kunstspringen Synchron (Frauen)
Das Synchronspringen vom 3-m-Brett der Frauen bei den Olympischen Spielen 2012 in London wurde am 29. Juli 2012 im London Aquatics Centre ausgetragen. 16 Athletinnen (acht Paare) nahmen daran teil. 
Der Wettbewerb wurde in einem Durchgang mit jeweils fünf Sprüngen durchgeführt.

## Titelträger
| Olympiasieger | Guo Jingjing, Wu Minxia ( Volksrepublik China) | 343,50 Punkte | Peking 2008    |
| Weltmeister   | Wu Minxia, He Zi ( Volksrepublik China)        | 356,40 Punkte | Shanghai 2011  |
| Europameister | Tania Cagnotto, Francesca Dallapé ( Italien)   | 325,50 Punkte | Eindhoven 2012 |

## Finale
29. Juli 2012, 16:00 Uhr (MESZ)

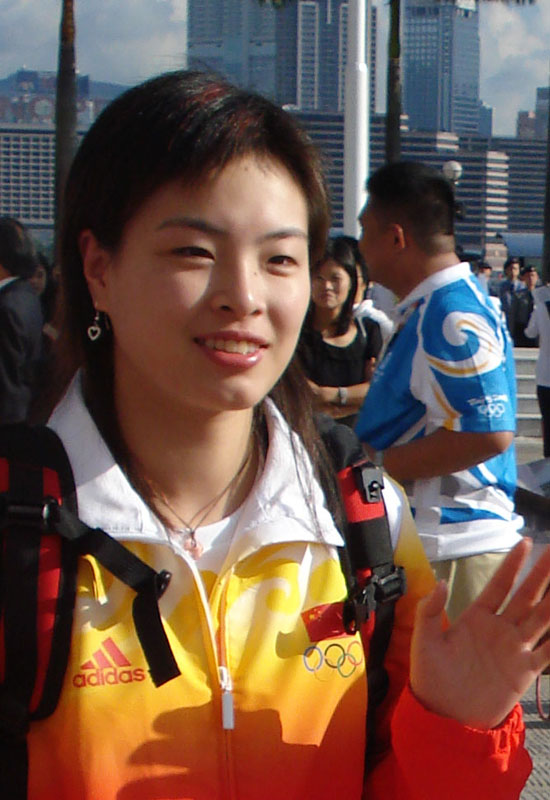
Wu Minxia (CHN)

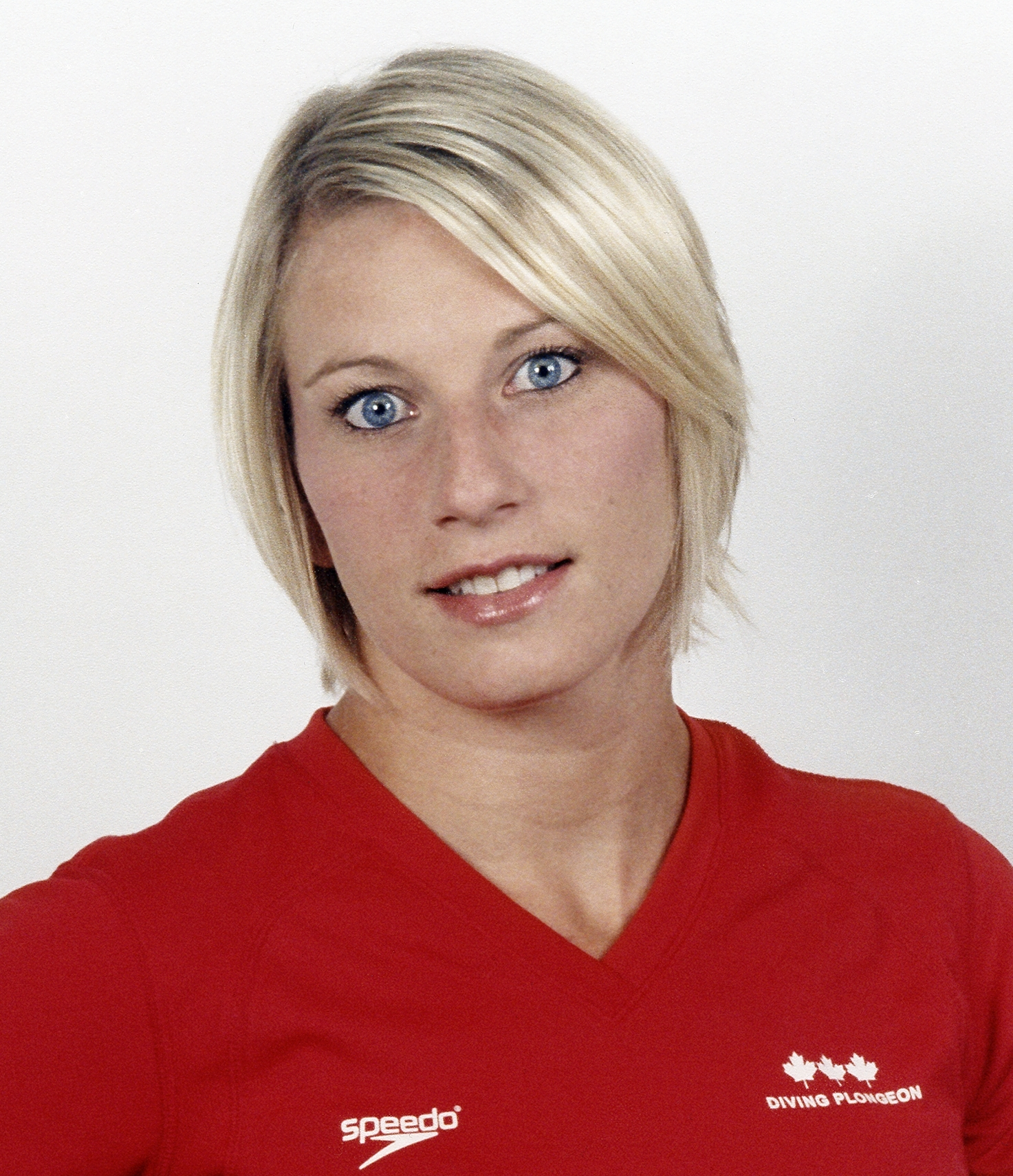
Émilie Heymans (CAN)

Es war das dritte Gold in Folge im vierten olympischen Wettkampf dieser Disziplin für ein chinesisches Duo.

Wu Minxia war bei allen drei Olympiasiegen dabei.

Die Kanadierin Émilie Heymans ist die erste Wasserspringerin (die vierte zusammen mit Männern), die bei vier aufeinanderfolgenden Olympischen Spielen Medaillen gewinnen konnte (2000 und 2008 je eine Silbermedaille, 2004 und 2012 je eine Bronzemedaille).
| Platz | Name                                     | Nation             | 1. Sprung | 2. Sprung | 3. Sprung | 4. Sprung | 5. Sprung | Gesamt |
| ----- | ---------------------------------------- | ------------------ | --------- | --------- | --------- | --------- | --------- | ------ |
| 01    | He Zi / Wu Minxia                        | China              | 54,00     | 52,80     | 79,20     | 80,10     | 80,10     | 346,20 |
| 02    | Kelci Bryant / Abigail Johnston          | Vereinigte Staaten | 52,80     | 52,20     | 74,70     | 70,20     | 72,00     | 321,90 |
| 03    | Jennifer Abel / Émilie Heymans           | Kanada             | 53,40     | 47,40     | 72,90     | 74,70     | 68,40     | 316,80 |
| 04    | Tania Cagnotto / Francesca Dallapé       | Italien            | 52,20     | 52,20     | 74,70     | 63,90     | 71,10     | 314,10 |
| 05    | Sharleen Stratton / Anabelle Smith       | Australien         | 49,20     | 49,20     | 70,20     | 69,75     | 66,60     | 304,95 |
| 06    | Olena Fedorowa / Hanna Pysmenska         | Ukraine            | 49,20     | 48,00     | 63,00     | 72,90     | 69,30     | 302,40 |
| 07    | Alicia Blagg / Rebecca Gallantree        | Großbritannien     | 49,80     | 52,20     | 56,70     | 72,00     | 54,90     | 285,60 |
| 08    | Cheong Jun Hoong / Pandelela Rinong Pamg | Malaysia           | 46,20     | 47,40     | 54,00     | 71,10     | 64,80     | 283,50 |

## Videoaufzeichnungen
- Finale